# Ramon Padró i Pedret

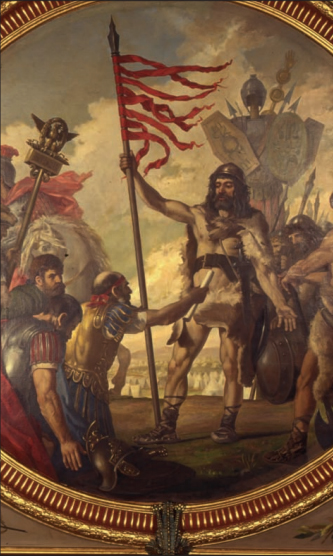
Viriat, 1882 (Diputació de Zamora).

Ramon Padró i Pedret (Barcelona, 1838 - Madrid, 1915) va ser un pintor català del segle xix que va servir com a pintor de cambra del monarca Alfons XII d'Espanya, al qual va acompanyar en alguns dels seus viatges.

## Biografia
Provenia d'una família d'artistes: el seu pare, Ramon Padró i Pijoan, va ser escultor i el seu germà Tomàs dibuixant i pintor. Va estudiar a l'Escola de la Llotja de Barcelona i junt amb el seu germà van emprendre un viatge d'ampliació d'estudis a París i a Itàlia. Encara que va començar la seva carrera a Barcelona es va instal·lar definitivament a Madrid l'any 1876. En el seu moment va gaudir d'una certa fama com a artista, encara que ha acabat essent considerat, amb el pas dels anys, com un pintor de segona categoria. Va morir a la ciutat de Madrid el dia 24 d'abril de 1915.
La seva filla, Mercè Padró i Grané, va ser deixebla seva.

## Obra
Va ser autor de diferents quadres, com un retrat del doctor Calleja, albergat a la facultat de Medicina de la Universitat Complutense de Madrid. També és seva la pintura de Viriat que es troba al sostre de la sala de sessions de la Diputació de Zamora, que data de l'any 1882. En aquesta composició col·loca Viriat sostenint una bandera amb vuit tires vermelles, a imatge i semblança de la Seña Bermeja, símbol de Zamora i que pretén associar la figura del cabdill lusità amb aquesta ciutat castellana. El projecte per al monument al ferrocarril de Vilanova i la Geltrú va córrer al seu càrrec. Ha estat criticat amb posterioritat per abandonar una línia històric-realista en algunes de les seves composicions. Va pintar també retrats de Maria Cristina d'Habsburg-Lorena, va realitzar il·lustracions per a la revista La Ilustración Española y Americana, així com va presenciar i va retratar la inauguració del Canal de Suez el 1869, i les reunions entre el rei Alfons XII i el general Espartero a Logronyo. El 1883 va decorar l'amfiteatre del Col·legi de medicina de Sant Carles, a Madrid, que va portar a terme mitjançant la introducció de marbres d'imitació i mosaics d'inspiració grega, el sostre comptava amb un gran llenç que simbolitzava la història de la medicina.

### Altres obres
- Pas de la fragata Berenguela pel canal de Suez
- Entrevista el 1875 del Rei Alfons XII amb el Príncep de Bergara
- Una avançada carlista
- Primera expedició de voluntaris catalans a Cuba
- Retrat de Joan Fivaller

|  |  |  |